# Américo de Campos (São Paulo)
Américo de Campos es un municipio brasilero del estado de São Paulo. La ciudad tiene una población de 5.706 habitantes (IBGE/2010). Américo de Campos pertenece a la Microrregión de Votuporanga.

## Historia
- Fundación: 25 de junio de 1927

## Geografía
Se localiza a una latitud 20º17'57" sur y a una longitud 49º43'54" oeste, estando a una altitud de 471 metros.
Posee un área de 253,1 km².

### Clima
El clima de Américo de Campos puede ser clasificado como clima tropical de sabana (Aw), de acuerdo con la clasificación climática de Köppen.

### Carreteras
- SP-479

## Demografía
| Población histórica del municipio | Población histórica del municipio | Población histórica del municipio | Población histórica del municipio |
| Año                               | Población                         |                                   | %±                                |
| --------------------------------- | --------------------------------- | --------------------------------- | --------------------------------- |
| 1950                              | 9796                              |                                   | —                                 |
| 1960                              | 9034                              |                                   | −7,8%                             |
| 1970                              | 6148                              |                                   | −31,9%                            |
| 1980                              | 6874                              |                                   | 11,8%                             |
| 1991                              | 5590                              |                                   | −18,7%                            |
| 2000                              | 5594                              |                                   | 0,1%                              |
| 2010                              | 5706                              |                                   | 2,0%                              |
| 2022                              | 5870                              |                                   | 2,9%                              |
| [ 5 ] [ 6 ] [ 7 ] [ 8 ]           |                                   |                                   |                                   |

Datos del Censo - 2010
Población total: 5.706
- Urbana: 4.788
- Rural: 918
- Hombres: 2.862[9]
- Mujeres: 2.844

Densidad demográfica (hab./km²): 22,54
Mortalidad infantil hasta 1 año (por mil): 14,82
Expectativa de vida (años): 71,79
Tasa de fertilidad (hijos por mujer): 1,95
Tasa de alfabetización: 87,30%
Índice de Desarrollo Humano (IDH-M): 0,774
- IDH-M Salario: 0,696
- IDH-M Longevidad: 0,780
- IDH-M Educación: 0,846

(Fuente: IPEAFecha)

## Administración
- Prefecto: Cesar Schumaher de Alonso Gil (2009/2012)
- Viceprefecto: Carlos Roberto Achilles
- Presidente de la cámara: Benedito Reginaldo da Silva (2010/2011)